# Нифонтов, Борис Иванович
Бори́с Ива́нович Нифонтов (5 декабря 1911, Кострома — 1974) — советский горный инженер, доктор технических наук (1959), лауреат Сталинской премии.

## Биография
Окончил Московский институт цветных металлов и золота (1937). Член КПСС с 1942 года.
С 1942 года — главный инженер, в 1947—1950 годах — директор Североуральского бокситового рудника.
В 1950—1953 годах — главный инженер и заместитель начальника 1-го ГУ (Главного управления) при Совете Министров СССР.
В 1953—1963 годах — директор Государственного специального проектного института (п/я № 1119, будущий ПромНИИпроект и «ВНИПИпромтехнологии»), руководил проектированием горно-обогатительных предприятий в СССР и странах народной демократии.
В 1963—1973 годах — зав. лабораторией физических и химических методов разрушения горных пород и добычи полезных ископаемых Горно-металлургического института (г. Апатиты Мурманской области) и зам. председателя Президиума Кольского филиала АН СССР.
Скоропостижно умер в ноябре 1974 года.

## Научная деятельность
Специалист в области создания технологий разработки урановых месторождений, теории их проектирования и методики технико-экономической оценки; вопросов совершенствования разработки маломощных редкометалльных месторождений Кольского полуострова.
Доктор технических наук (1959). Профессор.

### Сочинения
- Скоростное проведение горизонтальных выработок [Текст]. — М.: Госгортехиздат, 1962. — 284 с.: ил.; 22 см.
- Современное состояние разработки месторождений цветных металлов Канады [Текст] / Д-р техн. наук Б. И. Нифонтов, А. Ф. Назарчик, И. А. Олейников. — М.: [б. и.], 1962. — 196 с. : ил.
- Подземные ядерные взрывы [Текст] : Проблемы пром. ядерных взрывов / Б. И. Нифонтов, Д. Д. Протопопов, Е. И. Ситников, А. В. Куликов. — М.: Атомиздат, 1965. — 160 с.: ил.; 22 см.
- Строительство подземных сооружений [Текст] / Б. И. Нифонтов, В. В. Киреев, Е. М. Кисилевич [и др.]. — М.: Недра, 1966. — 294 с.: ил.; 22 см.
- Скоростное проведение горных выработок [Текст] / Б. И. Нифонтов, Н. П. Костин, Н. А. Алексеевский; Всесоюз. науч. инж.-техн. горное о-во. Уральское отд-ние. — Свердловск; М.: изд-во и тип. Металлургиздата, 1949 (Свердловск). — 80 с.: черт.; 22 см.
- Оснoвы электрическoгo мoделирoвания действия взрыва и удара [текст] / Нифонтов Борис Иванович — Москва : Недра, 1971. — 159 с. : ил.

## Награды
- Сталинская премия I степени (1951) — за успешное руководство работами по развитию сырьевой базы урановой промышленности.
- Два ордена Ленина;
- Орден Трудового Красного Знамени (10.02.1944);
- Медаль «За трудовую доблесть»;
- Медаль «За трудовое отличие»;
- Медаль «За доблестный труд в Великой Отечественной войне».